# Isabella Roser
Isabella Roser est une noble catalane du XVIe siècle de Barcelone. Elle aide Ignace de Loyola et soutient la Compagnie de Jésus. Elle intègre l'ordre. Ignace de Loyola demande au pape une bulle interdisant aux femmes d'intégrer la Compagnie de Jésus.

## Biographie
Isabella Roser est née dans une famille noble de Catalogne. Elle épouse Juan Roser, un riche marchand barcelonais
Au début des années 1520, Isabella Roser remarque Ignace de Loyola en écoutant un sermon dans l'église de Santa Maria del Mar, à Barcelone. Elle rejoint un groupe de riches bienfaitrices surnommé les Inigas dont fait partie Inez Pacual et Isabel de Josa.
Isabelle Roser est veuve en 1541. En 1543, Isabelle Roser avec sa dame de compagnie Francisca Cruyllas et son amie Lucrezia di Bradine rejoignent Ignace de Loyola à Rome. Les trois femmes contribuent à financer et administrer une mission jésuite pour femmes. Isabella Roser souhaite créer une branche féminine de la Compagnie de Jésus. Ignace de Loyola n'y est pas favorable. Isabelle Roser porte son cas directement au pape Paul III. Celui-ci ordonne à Ignace de Loyola d'admettre les trois femmes comme membres à part entière de la compagnie de Jésus. Le jour de Noël 1545, à Rome, les trois femmes  prononcent des vœux de pauvreté, chasteté et obéissance et intègrent la Compagnie de Jésus. Isabella Roser demande à avoir une existence publique comme ces collègues masculins. Les membres de la compagnie accueille avec réticence les trois femmes. Ils sont horrifiés à l'idée que des religieuses soient en contact quotidien avec des laïcs.
Isabella Roser lègue son patrimoine à la Compagnie,. Ignace de Loyola demande au pape de publier une bulle interdisant aux femmes d'entrer dans l'ordre. Le pape accepte. Désormais, les jésuites sont protégés de la présence féminine inquiétante. Isabella Roser et ses compagnes sont renvoyées de la Compagnie de Jésus le 1er octobre 1546. Elles sont transférées dans un couvent traditionnel. Le Concile de Trente, ratifiera et imposera la clôture de toutes les religieuses.
Isabella Roser retourne à Barcelone et continue à mener une vie pieuse. Finalement, elle entre dans un couvent franciscain à Jérusalem où elle vit jusqu'à sa mort.